# Кит Лангфорд
Андре Кит Лангфорд (енгл. Andre Keith Langford; Форт Ворт, Тексас, 15. септембар 1983) бивши је амерички кошаркаш. Играо је на позицији бека.

## Каријера
Лангфорд је студирао и играо кошарку на  Универзитету Канзас од 2001. до 2005. године. Са Канзас џејхоксима двапут је долазио до фајнал фора америчке универзитетске лиге (енгл. NCAA) (2002. и 2003). Није одабран на НБА драфту 2005. па је професионалну каријеру почео у НБА развојној лиги у екипи Форт Ворт флајерса.
Током 2006. године био је у предсезонском кампу Хјустон рокетса, а каријеру је затим наставио у италијанском друголигашу Ваноли Кремони. Сезону 2007/08. провео је најпре као члан НБА развојне екипе Остин тороса, одакле је касније потписао за НБА тим Сан Антонио спарсе где је наступио на само две утакмице, па се поново вратио у Остин торосе. У марту 2008. прешао је у италијанског прволигаша Бјелу до краја сезоне. Као члан Денвер нагетса учествовао је на летњој лиги у Лас Вегасу 2008. У сезони 2008/09. био је члан италијанског Виртуса из Болоње. Са Виртусом је освојио ФИБА Еврочеленџ. На крају сезоне одлучио је да напусти клуб и потпише двогодишњи уговор са руским Химкијем.
Дана 21. октобра 2011. Лангфорд је потписао уговор са Макабијем из Тел Авива. Са Макабијем је освојио Јадранску лигу и проглашен је за МВП-ја фајнал фора.
У јулу 2012. потписао је двогодишњи уговор са Олимпијом из Милана. Са њима је освојио италијанско првенство у сезони 2013/14. Био је најбољи стрелац Евролиге за сезону 2013/14. а уврштен је и у први идеални тим сезоне. У јулу 2014. потписао је уговор са екипом УНИКС-а из Казања. Наредне три године провео је у руском клубу а затим је играо у Кини за Шенџен и у Израелу за Макаби Ришон Лецион.
У сезони 2018/19. је био кошаркаш Панатинаикоса и са њима је освојио првенство и куп Грчке. У јулу 2019. прешао је у  АЕК из Атине. Добио је награду за најкориснијег играча ФИБА Лиге шампиона у сезони 2019/20. Напустио је АЕК по окончању такмичарске 2020/21, али се поново вратио у клуб у фебруару 2022. када је потписао уговор до краја сезоне. У мају 2023. објавио је да завршава професионалну играчку каријеру.

## Успеси

### Клупски
- Виртус Болоња:
  - ФИБА Еврочеленџ (1): 2008/09.
- Химки:
  - ВТБ јунајтед лига (1): 2010/11.
- Макаби Тел Авив:
  - Првенство Израела (1): 2011/12.
  - Куп Израела (1): 2012.
  - Јадранска лига (1): 2011/12.
- Олимпија Милано:
  - Првенство Италије (1): 2013/14.
- Панатинаикос:
  - Првенство Грчке (1): 2018/19.
  - Куп Грчке (1): 2019.
- АЕК Атина:
  - Куп Грчке (1): 2020.

### Појединачни
- Најбољи стрелац Евролиге (2): 2013/14, 2016/17.
- Идеални тим Евролиге — прва постава (1): 2013/14.
- Идеални тим Еврокупа — друга постава (1): 2014/15.
- Најкориснији играч ФИБА Лиге шампиона (1): 2019/20.
- Најкориснији играч фајнал фора Јадранске лиге (1): 2011/12.
- Најкориснији играч фајнал фора Еврочеленџа (1): 2008/09.
- Најбољи стрелац ВТБ јунајтед лиге (1): 2015/16.